# تين سين
تين سين (بالبورمية: တင်စိန်) هو لاعب كرة قدم ميانماري في مركز الدفاع، ولد في 12 يونيو 1951 في ميانمار.

## وصلات خارجية
- تين سين على موقع الاتحاد الدولي (مؤرشف)  (الإنجليزية)
- تين سين على موقع أوليمبيديا (الإنجليزية)